# Rhodocoma gracilis
Rhodocoma gracilis là một loài thực vật có hoa trong họ Restionaceae. Loài này được H.P.Linder & Vlok miêu tả khoa học đầu tiên năm 1991.